# Четничество (Сърбия)
Четническото движение или Четници (на сръбски: Четници или Četnici) са сръбска националистическа монархистка паравоенна организация, оперираща на Балканите преди и по време на световните войни.
По време на Втората световна война част от четниците е призната от Съюзниците като Югославска армия в отечеството (Jugoslovenska vojska u otadžbini, Југословенска војска у отаџбини). Друго крило са т.нар. четници на Коста Пекянец.
Действат като движение, което е в сътрудничество с окупационните сили в постоянно нарастваща степен и впоследствие се трансформира в милиция на силите на Оста.
Въпреки това по време на войната четниците са включени в операции на Съюзниците (най-вече американски), където спасяват и защитават техни пилоти, задържани от окупационните сили. Най-голямата от тези операции е операция „Въздушен мост“, която се провежда малко преди четническото движение да бъде унищожено през 1945 г.
Движението от Втората световна война е съставено главно от националисти-сърби, привидно лоялни на правителството в изгнание на Кралство Югославия.
Названието „четници“ се използва още и за партизански отряди, активни на Балканите преди Първата световна война.